# Франческо Паоло Тості
Франческо Паоло Тості (італ. Francesco Paolo Tosti; 9 квітня 1846, Ортона, Абруццо — 2 грудня 1916, Рим) — італійський композитор, співак, педагог, придворний музикант англійських королів.

## Біографія
Франческо Паоло Тості народився в Італії в невеликому прибережному містечку Ортона 9 квітня 1846 року в сім'ї торговця, в якій став п'ятою дитиною.
Початкову освіту отримав в місті Неаполь, в Королівському коледжі при церкві Сан-П'єтро в Маєллі. Музичну освіту по класу скрипки і композиції здобув у консерваторії. Однак, внаслідок важкої хвороби залишив навчання і повернувся в рідну домівку, де кілька місяців практично не вставав з ліжка. Після того, як недуга відступила, Франческо Паоло Тості відчайдушно маючи потребу в грошах, провів деякий час в Анконі, а потім оселився в італійській столиці. У Римі Тості посміхнулася вдача — він познайомився з відомим піаністом, диригентом і композитором того часу Джованні Сгамбаті, в особі якого знайшов гарного друга і вчителя. За сприяння Сгамбаті, Тості взяв участь в концерті, серед глядачів якого була і принцеса Маргарита Савойська, що пізніше стала королевою Італії.
Майбутня королева була підкорена виступом Франческо і призначила Тості професором співу, а трохи пізніше — куратором Державного музичного архіву Італії. Франческо Тості тривалий час давав концерти на яких виконував написані ним же музичні твори в Лондоні, Римі та інших містах Європи.
Тості значний час присвятив педагогічній діяльності: спочатку був придворним учителем співу в столиці Італії. 
У 1875 році Франческо Паоло Тості приїхав в Англію, де був представлений у вищому світі. Тості став частим гостем модних салонів. Працював придворним музикантом — учителем співу. З 1880 року, викладав музичні дисципліни при англійському дворі. Популярність Тості росла і до 1885 року він став автором одних з найбільш наймодніших хітів в Англії. У Лондоні отримує звання Професора Лондонської академії музичного та драматичного мистецтва, де також проводить заняття зі студентами.
У 1912 році Франческо повернувся до Італії, вирішивши провести залишок життя на Батьківщині.
Франческо Паоло Тості помер 2 грудня 1916 року в Римі.
Тості був одним з найяскравіших представників італійської камерної вокальної школи кінця 19 початку 20 сторіччя. Світову славу композитору принесли численні канцони, романси, вокальні дуети та неаполітанські пісні. Тості — автор понад 150 пісень і романсів (в основному на слова італійських авторів). Деякі з них стали справжніми перлинами жанру: ці прекрасні мелодії пережили свій час і ось вже більше ста років складають найбільш ефектну частину репертуару багатьох оперних співаків усього світу (особливо тенорів) — від великого сучасника Тості Карузо і до вокалістів наших днів.
До найбільш популярних творів Тості, з точки зору репертуару видатних тенорів XX сторіччя, можна віднести такі мистецькі пісні, як:
- A vucchella
- Ideale
- L'alba sepàra dalla luce l'ombra
- La Serenata
- L'ultima canzone
- Luna d'estate
- Marechiare
- Non t'amo più
- Vorrei morire

Диски з програмою тільки з творів Тості випускали Карло Бергонці, Хосе Каррерас і Луїджі Альва. 